# Saison 2021-2022 du FC Bâle
Chronologie
Saison précédente Saison suivante
La saison 2021-2022 du FC Bâle est la 128e saison de son histoire et la 27e saison d'affilée en première division.

## Transferts

### Transferts estivaux
| Nom                   | Nationalité  | Poste     | Transfert                        | Provenance/Destination   | Division              |
| --------------------- | ------------ | --------- | -------------------------------- | ------------------------ | --------------------- |
| Arrivées              |              |           |                                  |                          |                       |
| Liam Millar           | Canada       | Attaquant | Transfert (1,5 million d'euros)  | Charlton Athletic        | League One            |
| Wouter Burger         | Pays-Bas     | Milieu    | Transfert (700 milles d'euros)   | Feyenoord Rotterdam      | Eredivisie            |
| Jordi Quintillà       | Espagne      | Milieu    | Transfert libre                  | FC Saint-Gall            | Super League          |
| Sergio López          | Espagne      | Défenseur | Transfert libre                  | Real Madrid B            | Primera División RFEF |
| Yacouba Nasser Djiga  | Burkina Faso | Défenseur | Transfert                        | Vitesse FC               | Burkina Faso          |
| Michael Lang          | Suisse       | Défenseur | Transfert                        | Borussia Mönchengladbach | Bundesliga            |
| Sebastiano Esposito   | Italie       | Attaquant | Prêt                             | Inter Milan              | Serie A               |
| Darian Males          | Italie       | Milieu    | Prêt                             | Inter Milan              | Serie A               |
| Andy Pelmard          | France       | Défenseur | Prêt                             | OGC Nice                 | Ligue 1               |
| Joelson Fernandes     | Portugal     | Milieu    | Prêt                             | Sporting CP              | Liga Portugal BWIN    |
| Tomás Tavares         | Portugal     | Défenseur | Prêt                             | Benfica Lisbonne         | Liga Portugal BWIN    |
| Dan Ndoye             | Suisse       | Attaquant | Prêt                             | OGC Nice                 | Ligue 1               |
| Tician Tushi          | Suisse       | Attaquant | Fin de prêt                      | FC Wil                   | Challenge League      |
| Samuele Campo         | Suisse       | Milieu    | Fin de prêt                      | SV Darmstadt 98          | 2. Bundesliga         |
| Départs               |              |           |                                  |                          |                       |
| Silvan Widmer         | Suisse       | Défenseur | Transfert (2,5 millions d'euros) | 1. FSV Mayence 05        | Bundesliga            |
| Elis Isufi            | Suisse       | Défenseur | Transfert                        | SC Kriens                | Challenge League      |
| Orges Bunjaku         | Suisse       | Milieu    | Transfert                        | Grenoble Foot 38         | Ligue 2               |
| Luca Zuffi            | Suisse       | Milieu    | Transfert libre                  | FC Sion                  | Super League          |
| Jozef Pukaj           | Suisse       | Gardien   | Transfert libre                  | FC Winterthour           | Challenge League      |
| Aldo Kalulu           | France       | Attaquant | Transfert libre                  | FC Sochaux               | Ligue 2               |
| Ricky van Wolfswinkel | Pays-Bas     | Attaquant | Transfert libre                  | FC Twente                | Eredivisie            |
| Samuele Campo         | Suisse       | Milieu    | Transfert libre                  | FC Lucerne               | Super League          |
| Yannick Marchand      | Suisse       | Milieu    | Prêt                             | Grenoble Foot 38         | Ligue 2               |
| Julian von Moos       | Suisse       | Attaquant | Prêt                             | Vitesse Arnhem           | Eredivisie            |
| Kaly Sène             | Sénégal      | Attaquant | Prêt                             | Grasshopper Club Zurich  | Super League          |
| Amir Abrashi          | Albanie      | Milieu    | Fin de prêt                      | SC Fribourg              | Bundesliga            |
| Jorge                 | Brésil       | Défenseur | Fin de prêt                      | AS Monaco                | Ligue 1               |
| Timm Klose            | Suisse       | Défenseur | Fin de prêt                      | Norwich City             | Premier League        |
| Jasper van der Werff  | Suisse       | Défenseur | Fin de prêt                      | Red Bull Salzbourg       | Bundesliga            |

### Transferts hivernaux
| Nom                | Nationalité | Poste     | Transfert                                               | Provenance/Destination | Division         |
| ------------------ | ----------- | --------- | ------------------------------------------------------- | ---------------------- | ---------------- |
| Arrivées           |             |           |                                                         |                        |                  |
| Emmanuel Essiam    | Ghana       | Milieu    | Transfert                                               | Berekum Chelsea FC     | Premier League   |
| Ádám Szalai        | Hongrie     | Attaquant | Transfert                                               | 1. FSV Mayence 05      | Bundesliga       |
| Noah Katterbach    | Allemagne   | Défenseur | Prêt                                                    | 1. FC Cologne          | Bundesliga       |
| Albian Hajdari     | Suisse      | Attaquant | Prêt                                                    | Juventus               | Serie A          |
| Fiodor Chalov      | Russie      | Défenseur | Prêt                                                    | CSKA Moscou            | Premier-Liga     |
| Strahinja Pavlović | Serbie      | Défenseur | Prêt                                                    | AS Monaco              | Ligue 1          |
| Julian von Moos    | Suisse      | Attaquant | Retour de prêt                                          | Vitesse Arnhem         | Eredivisie       |
| Yannick Marchand   | Suisse      | Milieu    | Retour de prêt                                          | Grenoble Foot 38       | Ligue 2          |
| Départs            |             |           |                                                         |                        |                  |
| Arthur Cabral      | Brésil      | Attaquant | Transfert (14,5 millions d'euros + 2 millions de bonus) | ACF Fiorentina         | Serie A          |
| Edon Zhegrova      | Kosovo      | Milieu    | Transfert (7 millions d'euros)                          | LOSC Lille             | Ligue 1          |
| Eray Cömert        | Suisse      | Défenseur | Transfert (800 mille d'euros)                           | Valence CF             | LaLiga Santander |
| Gonçalo Cardoso    | Portugal    | Défenseur | Retour de prêt                                          | West Ham United        | Premier League   |
| Tician Tushi       | Suisse      | Attaquant | Prêt                                                    | FC Winterthour         | Challenge League |
| Yannick Marchand   | Suisse      | Milieu    | Prêt                                                    | Neuchâtel Xamax FCS    | Challenge League |
| Carmine Chiappetta | Suisse      | Milieu    | Prêt                                                    | FC Winterthour         | Challenge League |
| Julian von Moos    | Suisse      | Attaquant | Transfert                                               | FC Saint-Gall          | Super League     |
| Jordi Quintillà    | Espagne     | Milieu    | Transfert                                               | FC Saint-Gall          | Super League     |
| Afimico Pululu     | Angola      | Attaquant | Transfert                                               | SpVgg Greuther Fürth   | Bundesliga       |
| Adrian Durrer      | Suisse      | Défenseur | Transfert                                               | FC Lugano              | Super League     |

## Compétitions
| Crédit Suisse Super League | Ligue Europa Conférence                                 | Coupe de Suisse                               |
| -------------------------- | ------------------------------------------------------- | --------------------------------------------- |
| 2e 59 points               | 8e de finale contre l'Olympique de Marseille (2-1, 1-2) | 8e de finale face à l'Étoile Carouge FC (1-0) |
| 14V 17N 4D                 | 9V 2N 3D                                                | 2V 0N 1D                                      |
| TOTAL : 25V 19N 8D         |                                                         |                                               |

### Championnat
La Super League 2021-2022 est la cent-vingt-cinquième édition du championnat de Suisse de football et la dix-neuvième sous l'appellation Super League. Il s'agit de la première saison où la Super League a pour sponsor principal la banque Credit Suisse, donnant l'appellation Credit Suisse Super League depuis 2021. La division oppose dix clubs en une série de trente-six rencontres, chaque club se rencontrant à quatre reprises. Les meilleurs de ce championnat se qualifient pour les coupes d'Europe. Le premier est qualifié pour le premier tour de qualification de la Ligue des Champions, tandis que le deuxième et troisième ainsi que le vainqueur Coupe de Suisse 2022 disputeront le troisième tour de qualification de la Ligue Europa Conférence, troisième compétition européenne.
Cette saison, le Championnat de Suisse commencera le samedi 24 juillet 2021 et se terminera le dimanche 22 mai 2022. Une trêve hivernale aura lieu après la 18e journée programmée le samedi 18 décembre 2021.

#### Classement
| Rang | Équipe           | Pts | J  | G  | N  | P  | Bp | Bc | Diff | Qualification ou relégation                                                         |
| ---- | ---------------- | --- | -- | -- | -- | -- | -- | -- | ---- | ----------------------------------------------------------------------------------- |
| 1    | FC Zurich (C)    | 76  | 36 | 23 | 7  | 6  | 78 | 46 | +32  | Qualification pour le deuxième tour de qualification de la Ligue des champions      |
| 2    | FC Bâle          | 62  | 36 | 15 | 17 | 4  | 70 | 41 | +29  | Qualification pour le deuxième tour de qualification de la Ligue Europa Conférence  |
| 3    | BSC Young Boys T | 60  | 36 | 16 | 12 | 8  | 80 | 50 | +30  | Qualification pour le deuxième tour de qualification de la Ligue Europa Conférence  |
| 4    | FC Lugano C      | 54  | 36 | 16 | 6  | 14 | 50 | 54 | −4   | Qualification pour le troisième tour de qualification de la Ligue Europa Conférence |
| 5    | FC Saint-Gall    | 50  | 36 | 14 | 8  | 14 | 68 | 63 | +5   |                                                                                     |

#### Évolution du classement et des résultats
| Rang     | 1 | 1 | 1 | 2 | 2 | 2 | 1 | 1 | 1 | 1 | 1 | 1 | 1 | 2 | 2 | 2 | 2 | 2 | 2 | 2 | 3 | 3 | 3 | 3 | 3 | 2 | 2 | 2 | 2 | 2 | 2 | 2 | 2 | 2 | 2 | 2 | 10 |   |   |
| Résultat | G | G | G | N | N | N | G | G | N | G | G | N | P | N | G | N | N | N | G | N | P | G | P | N | G | G | G | N | N | N | G | P | N | N | N | G | —  | — | — |

### Ligue Europa Conférence
La Ligue Europa Conférence 2021-2022 est la 1re édition de la Ligue Europa Conférence, la 3e compétition européenne inter-clubs. Elle est divisée en trois phases, une phase de qualification, une phase de groupes, qui consiste en huit mini-championnats de quatre équipes par groupe, les premières équipes de chaque groupes poursuivant la compétition et la deuxième étant qualifiée en barrages de la phase à élimination directe contre les troisième de la Ligue Europa.

#### Parcours en Ligue Europa Conférence

##### Phase de groupes
| Rang | Équipe         | Pts | J | G | N | P | Bp | Bc | Diff |  | Résultats (▼ dom., ► ext.) |     |     |     |     |
| ---- | -------------- | --- | - | - | - | - | -- | -- | ---- |  | -------------------------- | --- | --- | --- | --- |
| 1    | FC Bâle        | 14  | 6 | 4 | 2 | 0 | 14 | 6  | +8   |  | FC Bâle                    |     | 3-0 | 3-1 | 4-2 |
| 2    | Qarabağ FK     | 11  | 6 | 3 | 2 | 1 | 10 | 8  | +2   |  | Qarabağ FK                 | 0-0 |     | 2-2 | 2-1 |
| 3    | Omónia Nicosie | 4   | 6 | 0 | 4 | 2 | 5  | 10 | -5   |  | Omónia Nicosie             | 1-1 | 1-4 |     | 0-0 |
| 4    | Kaïrat Almaty  | 2   | 6 | 0 | 2 | 4 | 6  | 11 | -5   |  | Kaïrat Almaty              | 2-3 | 1-2 | 0-0 |     |

#### Coefficient UEFA
Ce classement permet de déterminer les têtes de séries dans les compétitions européennes, plus les clubs gagnent des matches dans ces compétitions, plus leur coefficient sera élevé.
| Rang 2021 | Rang 2020 | Évolution | Club            | 2016-2017 | 2017-2018 | 2018-2019 | 2019-2020 | 2020-2021 | Coefficient |
| --------- | --------- | --------- | --------------- | --------- | --------- | --------- | --------- | --------- | ----------- |
| 1         | 1         | =         | Bayern Munich   | 22,000    | 29,000    | 20,000    | 36,000    | 27,000    | 134,000     |
| 2         | 2         | =         | Real Madrid     | 33,000    | 32,000    | 19,000    | 17,000    | 26,000    | 127,000     |
| 3         | 6         | +3        | Manchester City | 18,000    | 22,000    | 25,000    | 25,000    | 35,000    | 125,000     |
|           |           |           |                 |           |           |           |           |           |             |
| 29        | 29        | =         | FC Bâle         | 6,000     | 19,000    | 2,500     | 19,000    | 2,500     | 49,000      |

## Joueurs et encadrement technique

### Joueurs prêtés
| P. | Nat. | Nom                | Club en prêt        | Compétition      | Championnat | Championnat | Championnat | Championnat  | Coupe d'Europe | Coupe d'Europe | Coupe d'Europe | Coupe d'Europe | Coupe nationale | Coupe nationale | Coupe nationale | Coupe nationale | Total | Total | Total  | Total        |
| P. | Nat. | Nom                | Club en prêt        | Compétition      | MJ          | B           | Averti      | Carton rouge | MJ             | B              | Averti         | Carton rouge   | MJ              | B               | Averti          | Carton rouge    | MJ    | B     | Averti | Carton rouge |
| -- | ---- | ------------------ | ------------------- | ---------------- | ----------- | ----------- | ----------- | ------------ | -------------- | -------------- | -------------- | -------------- | --------------- | --------------- | --------------- | --------------- | ----- | ----- | ------ | ------------ |
| M  |      | Yannick Marchand   | Grenoble Foot 38    | Ligue 2          | 6           | 0           | 0           | 0            | 0              | 0              | 0              | 0              | 0               | 0               | 0               | 0               | 6     | 0     | 0      | 0            |
| M  |      | Yannick Marchand   | Neuchâtel Xamax FCS | Challenge League | 0           | 0           | 0           | 0            | 0              | 0              | 0              | 0              | 0               | 0               | 0               | 0               | 0     | 0     | 0      | 0            |
| M  |      | Carmine Chiappetta | FC Winterthour      | Challenge League | 0           | 0           | 0           | 0            | 0              | 0              | 0              | 0              | 0               | 0               | 0               | 0               | 0     | 0     | 0      | 0            |
| A  |      | Tician Tushi       | FC Winterthour      | Challenge League | 0           | 0           | 0           | 0            | 0              | 0              | 0              | 0              | 0               | 0               | 0               | 0               | 0     | 0     | 0      | 0            |
| A  |      | Julian von Moos    | Vitesse Arnhem      | Eredivisie       | 0           | 0           | 0           | 0            | 2              | 0              | 1              | 0              | 0               | 0               | 0               | 0               | 2     | 0     | 1      | 0            |
| A  |      | Kaly Sène          | GC Zurich           | Super League     | 25          | 10          | 8           | 0            | 0              | 0              | 0              | 0              | 0               | 0               | 0               | 0               | 25    | 10    | 8      | 0            |

## Statistiques

### Bilan collectif
| Compétition             | Débute au tour | Termine      | Matches joués | Gagnés | Nuls | Perdus | Buts pour | Buts contre | Différence |
| ----------------------- | -------------- | ------------ | ------------- | ------ | ---- | ------ | --------- | ----------- | ---------- |
| Super League            | 1re journée    | 2e           | 36            | 15     | 17   | 4      | 70        | 41          | +29        |
| Ligue Europa Conférence | 2e tour        | 8e de finale | 14            | 9      | 2    | 3      | 31        | 15          | +18        |
| Coupe de Suisse         | 32e de finale  | 8e de finale | 3             | 2      | 0    | 1      | 10        | 1           | +9         |
| Total                   | -              | -            | 53            | 26     | 19   | 8      | 111       | 57          | +54        |